# Mégange
Mégange település Franciaországban, Moselle megyében. Lakosainak száma 140 fő (2022. január 1.). Mégange Burtoncourt, Gomelange, Guinkirchen és Piblange községekkel határos.

## Népesség
A település népességének változása:
| Lakosok száma | 104  | 112  | 148  | 208  | 168  | 169  | 160  | 149  | 143  | 140  |
|               | 1968 | 1982 | 1990 | 2006 | 2013 | 2015 | 2017 | 2019 | 2020 | 2022 |